# Championnat des Émirats arabes unis de football 2024-2025
Navigation
UAE Pro League 2023-2024 UAE Pro League 2025-2026
La saison 2024-2025 de UAE Pro League  est la 51e édition du Championnat des Émirats arabes unis de football de première division, connu sous le nom de « ADNOC Pro League » pour des raisons de sponsoring.
Le Al-Wasl FC est le tenant du titre après avoir remporté pour la 8e fois la compétition alors que le Al Orooba Club et le Dibba Al-Hisn SC, rejoignent ce niveau de la compétition.

## Réglement
L'UAE Pro League 2024-2025 est composé de quatorze clubs qui s'affrontent tous lors de confrontations aller et retour. Le champion est l'équipe qui obtient le plus grand nombre de points après les 26 journées de championnat. À la fin de la compétition, les deux premières équipes et le vainqueur de la Coupe des Émirats arabes unis de football 2024-2025 se qualifient pour la Ligue des champions Élite 2025-2026, le troisième se qualifie pour la Ligue des champions 2 2025-2026, le quatrième pour la Coupe du Golfe des clubs champions 2025-2026 et les deux derniers seront relégués en UAE Division 1 l'année suivante. 
Le classement est calculé avec le barème de points suivant : une victoire vaut trois points, le match nul un. La défaite ne rapporte aucun point.
À égalité de points, les critères de départage sont les suivants :
1. Plus grande différence de buts dans les confrontations directes ;
2. Plus grand nombre de buts marqués dans les confrontations directes ;
3. Plus grand nombre de buts marqués à l'extérieur dans les confrontations directes ;
4. Plus grande différence de buts générale ;
5. Plus grand nombre de buts marqués ;
6. Nombre de points dans les confrontations directes ;
7. Classement du Fair-Play;
8. Tirage au sort.

Les règles 1, 2 et 3 de départage des clubs lors des rencontres disputées entre eux ne peuvent s’appliquer que si les deux matchs les ayant opposés ont été joués.

## Participants
L'édition 2024-2025 est la 13e édition à quatorze équipes, les deux promus de UAE Division 1 sont le Al Orooba Club et le Dibba Al-Hisn SC. Ces deux clubs remplacent les deux clubs relégués, le Emirates CSC et le Hatta CSC.
| Club                   | Ville         | Classement 2023-2024 | Stade                             | Capacité |
| ---------------------- | ------------- | -------------------- | --------------------------------- | -------- |
| Al Wasl FC             | Dubaï         | 1er                  | Stade Al-Maktoum                  | 15 058   |
| Shabab AlAhli Dubai FC | Dubaï         | 2e                   | Stade Al-Rashid                   | 18 000   |
| Al-Aïn FC              | Al-Aïn        | 3e                   | Stade Hazza-ben-Zayed             | 22 717   |
| Sharjah FC             | Charjah       | 4e                   | Stade Sharjah                     | 15 000   |
| Al-Wahda FC            | Abou Dabi     | 5e                   | Stade Al-Nahyan                   | 15 000   |
| Al Nasr SC             | Dubaï         | 6e                   | Stade Al-Maktoum                  | 15 058   |
| Al-Bataeh Club         | Al Bataeh     | 7e                   | Stade Al Bataeh                   | 2 000    |
| Al Jazira Club         | Abou Dabi     | 8e                   | Stade Mohammed-ben-Zayed          | 42 056   |
| Ajman Club             | Ajman         | 9e                   | Stade Shaikh Rashid bin Saeed     | 10 000   |
| Baniyas SC             | Abou Dabi     | 10e                  | Stade Baniyas                     | 9 047    |
| Al-Ittihad Kalba SC    | Kalba         | 11e                  | Stade Kalba Club                  | 8 500    |
| Khor Fakkan Club       | Khor Fakkan   | 12e                  | Stade Saqr bin Mohammed Al-Qasimi | 7 500    |
| Al Orooba Club         | Mirbah        | 1er                  | Stade Al Sharqi                   | 3 000    |
| Dibba Al-Hisn SC       | Dibba Al-Hisn | 2e                   |                                   |          |

Légende des couleurs
- Phase de groupe de la Ligue des champions Élite 2024-2025
- Tour préliminaire de la Ligue des champions Élite 2024-2025
- Phase de groupe de la Ligue des champions 2 2024-2025
- Phase de groupe de la Coupe du Golfe des clubs champions 2024-2025
- Promu de la UAE Division 1 2023-2024

| \| Al Nasr SC Al Wasl FC Shabab AlAhli Dubai FC Al-Aïn FC Baniyas SCC Al Jazira SCC Al-Wahda FC Ajman Club Sharjah FC Al-Ittihad Kalba SC Khor Fakkan Club Al-Bataeh Club Al Orooba Club Dibba Al-Hisn SC \| Localisation des clubs engagés dans le championnat. |
| Al Nasr SC Al Wasl FC Shabab AlAhli Dubai FC Al-Aïn FC Baniyas SCC Al Jazira SCC Al-Wahda FC Ajman Club Sharjah FC Al-Ittihad Kalba SC Khor Fakkan Club Al-Bataeh Club Al Orooba Club Dibba Al-Hisn SC                                                           |

## Compétition

### Classement
| Rang | Équipe                   | Pts | J  | G  | N | P  | Bp | Bc | Diff |
| ---- | ------------------------ | --- | -- | -- | - | -- | -- | -- | ---- |
| 1    | Shabab AlAhli Dubai FC C | 63  | 26 | 19 | 6 | 1  | 57 | 22 | +35  |
| 2    | Sharjah FC               | 51  | 26 | 16 | 3 | 7  | 44 | 22 | +22  |
| 3    | Al-Wahda FC              | 48  | 26 | 13 | 9 | 4  | 51 | 32 | +19  |
| 4    | Al Wasl FC T             | 46  | 26 | 13 | 7 | 6  | 51 | 35 | +16  |
| 5    | Al-Aïn FC                | 44  | 26 | 12 | 8 | 6  | 56 | 32 | +24  |
| 6    | Al Nasr SC               | 38  | 26 | 11 | 5 | 10 | 45 | 45 | 0    |
| 7    | Al Jazira SCC            | 37  | 26 | 10 | 7 | 9  | 45 | 40 | +5   |
| 8    | Khor Fakkan Club         | 33  | 26 | 9  | 6 | 11 | 41 | 52 | -11  |
| 9    | Al-Ittihad Kalba SC      | 32  | 26 | 8  | 8 | 10 | 39 | 38 | +1   |
| 10   | Ajman Club               | 31  | 26 | 9  | 4 | 13 | 40 | 46 | -6   |
| 11   | Al-Bataeh Club           | 27  | 26 | 7  | 6 | 13 | 30 | 45 | -15  |
| 12   | Baniyas SCC              | 27  | 26 | 7  | 6 | 13 | 30 | 53 | -23  |
| 13   | Dibba Al-Hisn SC P       | 16  | 26 | 4  | 4 | 18 | 29 | 56 | -27  |
| 14   | Al Orooba Club P         | 13  | 26 | 4  | 1 | 21 | 24 | 64 | -40  |

| Légende : Qualifications et relégations | Légende : Qualifications et relégations                                                                      |
| --------------------------------------- | --- |
|                                         | Phase de groupe de la Ligue des champions Élite 2025-2026                                                    |
|                                         | Phase de groupe de la Ligue des champions 2 2025-2026                                                        |
|                                         | Phase de groupe de la Coupe du Golfe 2025-2026                                                               |
|                                         | Relégation en UAE Division 1                                                                                 |
|                                         | T : Tenant du titre P : Promus de UAE Division 1 C : Vainqueur de la Coupe des Émirats arabes unis 2024-2025 |

### Résultats
| Résultats (▼dom., ►ext.)                                   | AC  | AFC | BC  | JSCC | NSC | OC  | WFC | WFC | BSCC | DHSC | IKSC | KFC | SADFC | SFC |
| Ajman Club                                                 |     | 4-2 | 2-1 | 1-1  | 2-1 | 2-3 | 4-3 | 0-0 | 2-3  | 5-1  | 2-3  | 4-1 | 1-2   | 0-1 |
| Al-Aïn FC                                                  | 0-0 |     | 2-1 | 1-1  | 4-1 | 3-0 | 1-2 | 4-2 | 4-0  | 1-1  | 3-1  | 5-1 | 0-1   | 0-0 |
| Al-Bataeh Club                                             | 1-1 | 3-3 |     | 0-3  | 3-4 | 1-0 | 1-3 | 1-3 | 1-0  | 2-2  | 0-0  | 1-3 | 1-3   | 0-2 |
| Al Jazira SCC                                              | 4-0 | 1-3 | 2-0 |      | 3-1 | 2-0 | 0-0 | 0-5 | 0-1  | 1-0  | 1-2  | 4-2 | 1-2   | 1-1 |
| Al Nasr SC                                                 | 3-1 | 0-2 | 0-1 | 2-3  |     | 2-1 | 0-0 | 0-1 | 4-1  | 3-2  | 3-2  | 3-1 | 1-1   | 2-1 |
| Al Orooba Club                                             | 0-2 | 2-4 | 1-3 | 4-5  | 1-5 |     | 1-1 | 1-2 | 1-0  | 1-2  | 2-1  | 1-2 | 1-4   | 0-1 |
| Al-Wahda FC                                                | 1-0 | 2-1 | 0-2 | 2-2  | 2-2 | 3-0 |     | 2-2 | 2-2  | 4-2  | 3-1  | 3-1 | 2-2   | 3-0 |
| Al Wasl FC                                                 | 2-0 | 1-0 | 3-1 | 2-2  | 3-1 | 6-0 | 2-2 |     | 3-1  | 1-0  | 2-2  | 3-4 | 2-1   | 0-1 |
| Baniyas SCC                                                | 3-1 | 0-3 | 1-1 | 2-0  | 0-0 | 0-1 | 0-3 | 0-0 |      | 2-4  | 2-2  | 3-3 | 1-5   | 1-4 |
| Dibba Al-Hisn SC                                           | 0-1 | 3-2 | 1-2 | 1-6  | 0-1 | 1-2 | 0-2 | 2-3 | 1-0  |      | 2-2  | 0-1 | 0-3   | 1-4 |
| Al-Ittihad Kalba SC                                        | 3-2 | 3-3 | 3-0 | 1-1  | 2-3 | 3-0 | 0-1 | 2-2 | 0-1  | 2-1  |      | 0-1 | 1-2   | 2-1 |
| Khor Fakkan Club                                           | 0-2 | 2-2 | 1-1 | 1-0  | 3-3 | 3-0 | 0-1 | 2-1 | 5-2  | 1-1  | 0-2  |     | 1-1   | 2-4 |
| Shabab AlAhli Dubai FC                                     | 3-1 | 0-0 | 2-1 | 2-1  | 2-0 | 2-0 | 5-4 | 3-0 | 2-0  | 3-2  | 0-0  | 4-0 |       | 2-1 |
| Sharjah FC                                                 | 4-0 | 0-3 | 0-1 | 4-0  | 3-0 | 2-1 | 2-0 | 4-1 | 1-2  | 1-0  | 1-0  | 1-0 | 0-0   |     |
| - Victoire à domicile - Match nul - Victoire à l'extérieur |     |     |     |      |     |     |     |     |      |      |      |     |       |     |

## Statistiques
Classement des buteurs
|     | Buteur            | Club                   | Buts |
| --- | ----------------- | ---------------------- | ---- |
| 1er | Kodjo Fo-Doh Laba | Al-Aïn FC              | 18   |
| 2e  | Omar Khribin      | Al-Wahda FC            | 13   |
| 3e  | Mehdi Ghayedi     | Al-Ittihad Kalba SC    | 12   |
| 4e  | Sardar Azmoun     | Shabab AlAhli Dubai FC | 11   |

## Bilan de la saison
| Championnat des Émirats arabes unis de football 2024-2025 |                                   |
| Champion                                                  | Shabab AlAhli Dubai FC (9e titre) |
| Coupes et trophées                                        |                                   |
| Vainqueur de la Coupe des Émirats arabes unis 2024-2025   | Shabab AlAhli Dubai FC            |
| Qualifications continentales                              |                                   |
| Ligue des champions Élite                                 | Shabab AlAhli Dubai FC            |
| Ligue des champions Élite                                 | Sharjah FC                        |
| Ligue des champions Élite                                 | Al-Wahda FC                       |
| Ligue des champions 2                                     | Al Wasl FC                        |
| Coupe du Golfe des clubs champions                        | Al-Aïn FC                         |
| Promotions et relégations                                 |                                   |
| Promus en UAE Pro League                                  | Dibba FC                          |
| Promus en UAE Pro League                                  | Al-Dhafra FC                      |
| Relégués en UAE Division 1                                | Dibba Al-Hisn SC                  |
| Relégués en UAE Division 1                                | Al Orooba Club                    |